# Omicidio di Hallel Yaffa Ariel
L'omicidio di Hallel Yaffa Ariel avvenne il 30 giugno 2016, quando un maschio palestinese di 17 anni fece irruzione in una casa nell'insediamento israeliano di Kiryat Arba e accoltellò a morte Hallel Yaffa Ariel, una cittadina israelo-americana di 13 anni nella sua camera da letto. L'assassino fu poi colpito a morte dalle guardie giurate. Il primo ministro israeliano Benjamin Netanyahu incolpò i "terroristi guidati dall'incitamento" mentre il Dipartimento di Stato degli Stati Uniti condannò l'"oltraggioso attacco terroristico", così come il ministro degli esteri francese.
Yaffa Ariel fu la più giovane vittima israeliana degli attacchi con coltellate durante l'"Intifada del 2015-2016".